# Южен триъгълник
Южен триъгълник е малко южно съзвездие, въведено от Йохан Байер през 1603 година.